# Cethosia cyane
Cethosia cyane es una especie de lepidóptero de la familia Nymphalidae. Es originaria de la India sur de China (Yunnan), e Indochina.
Las larvas se alimentan de especies de Passiflora.

## Galería

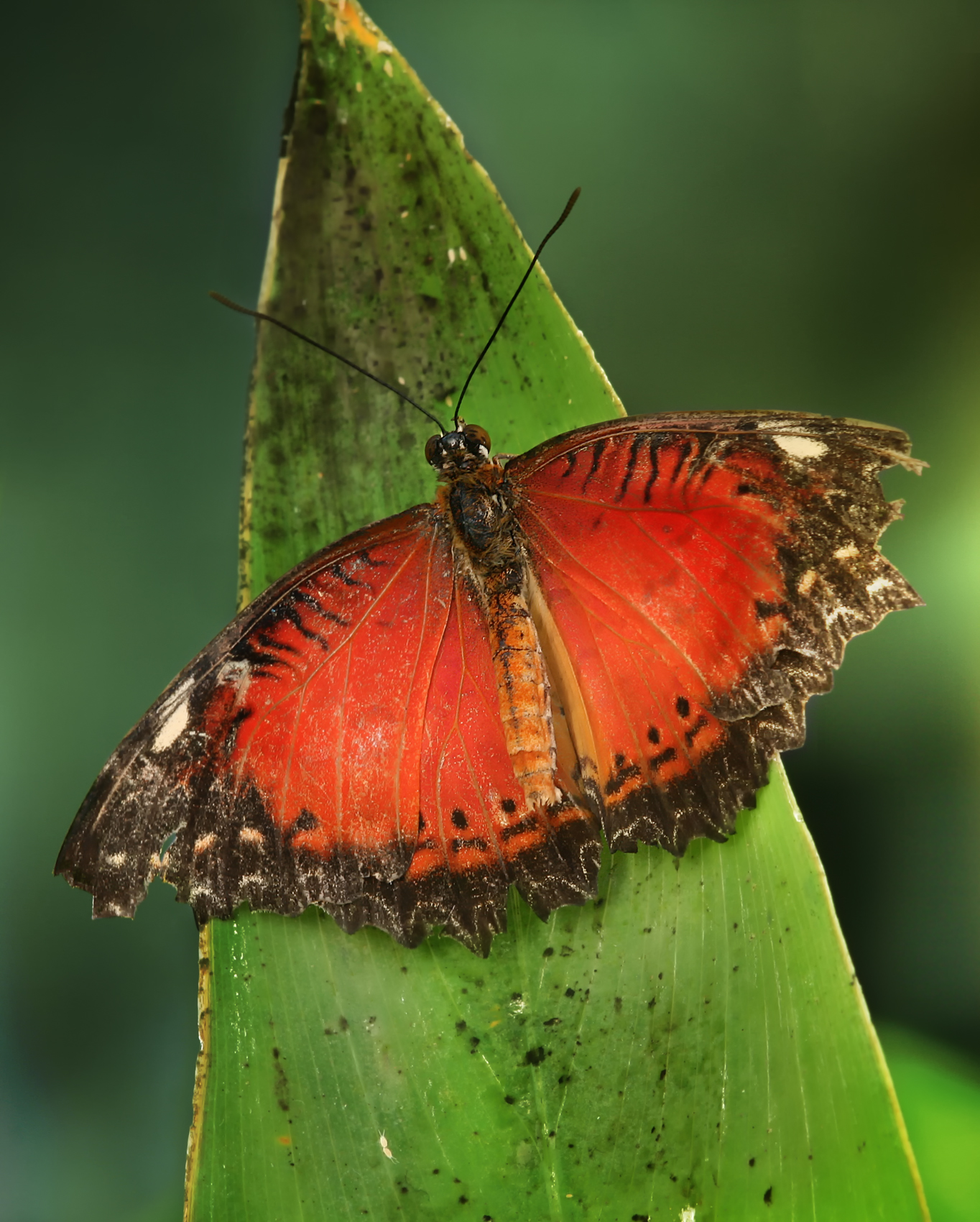
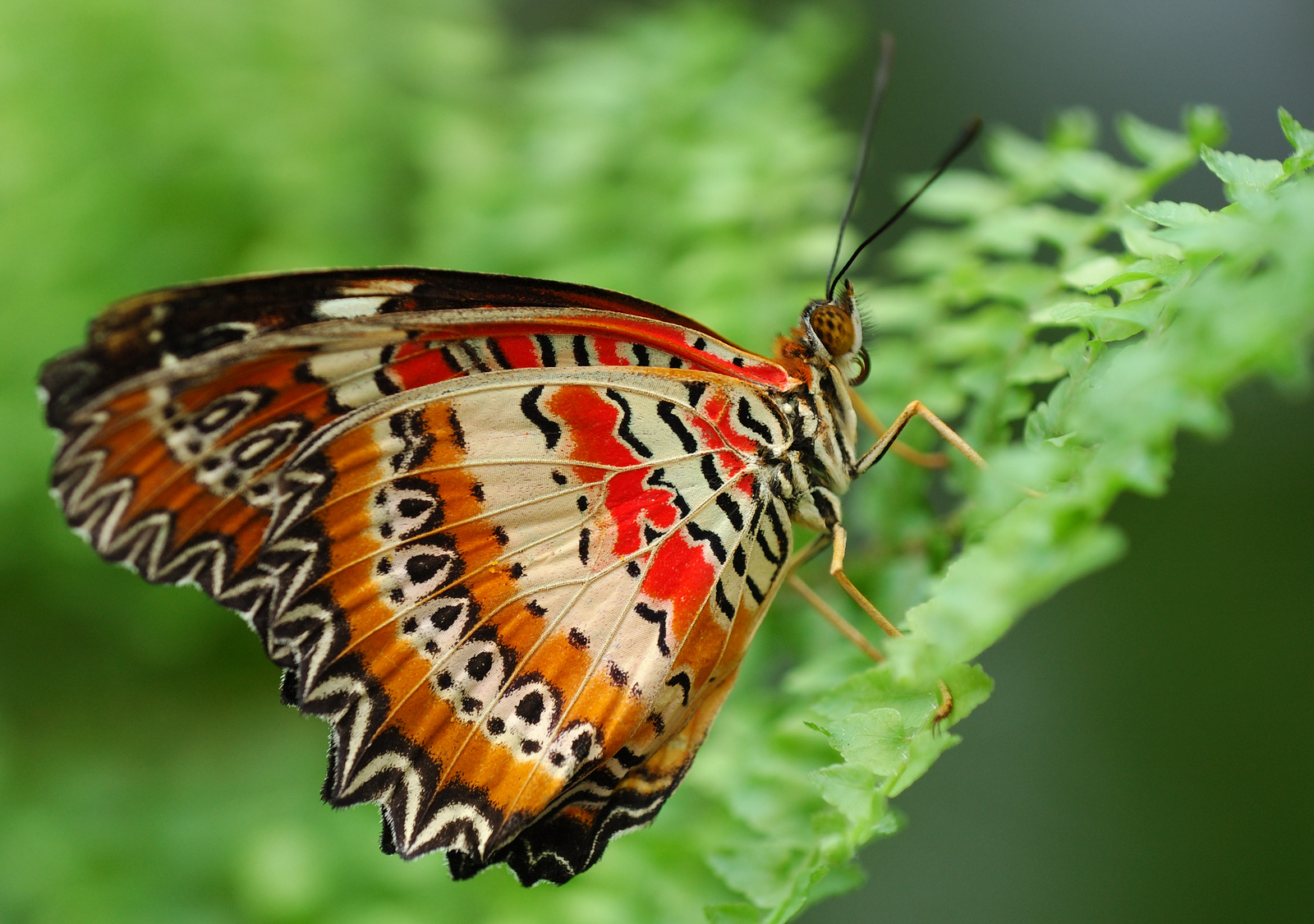
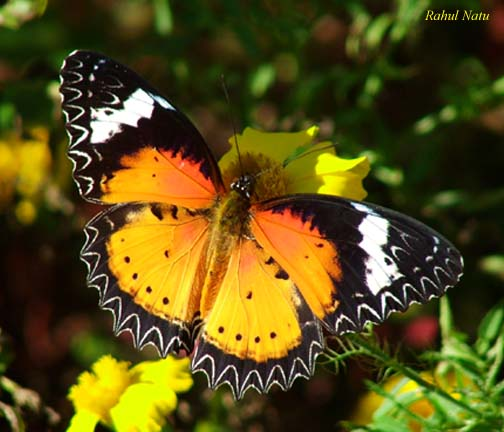
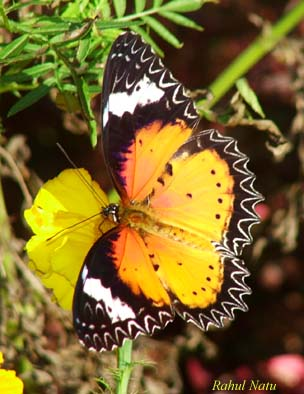
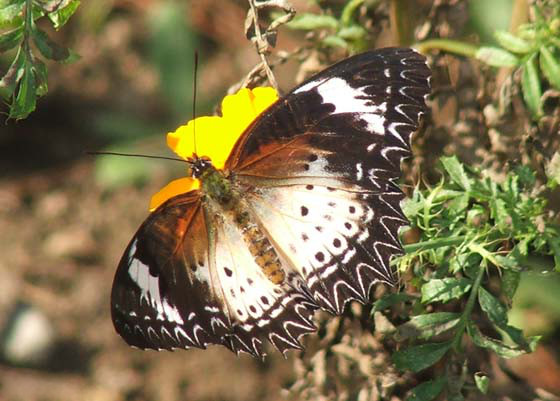
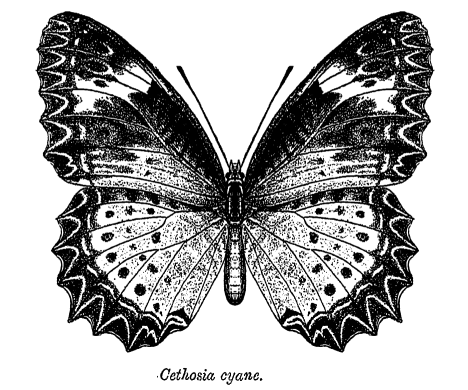
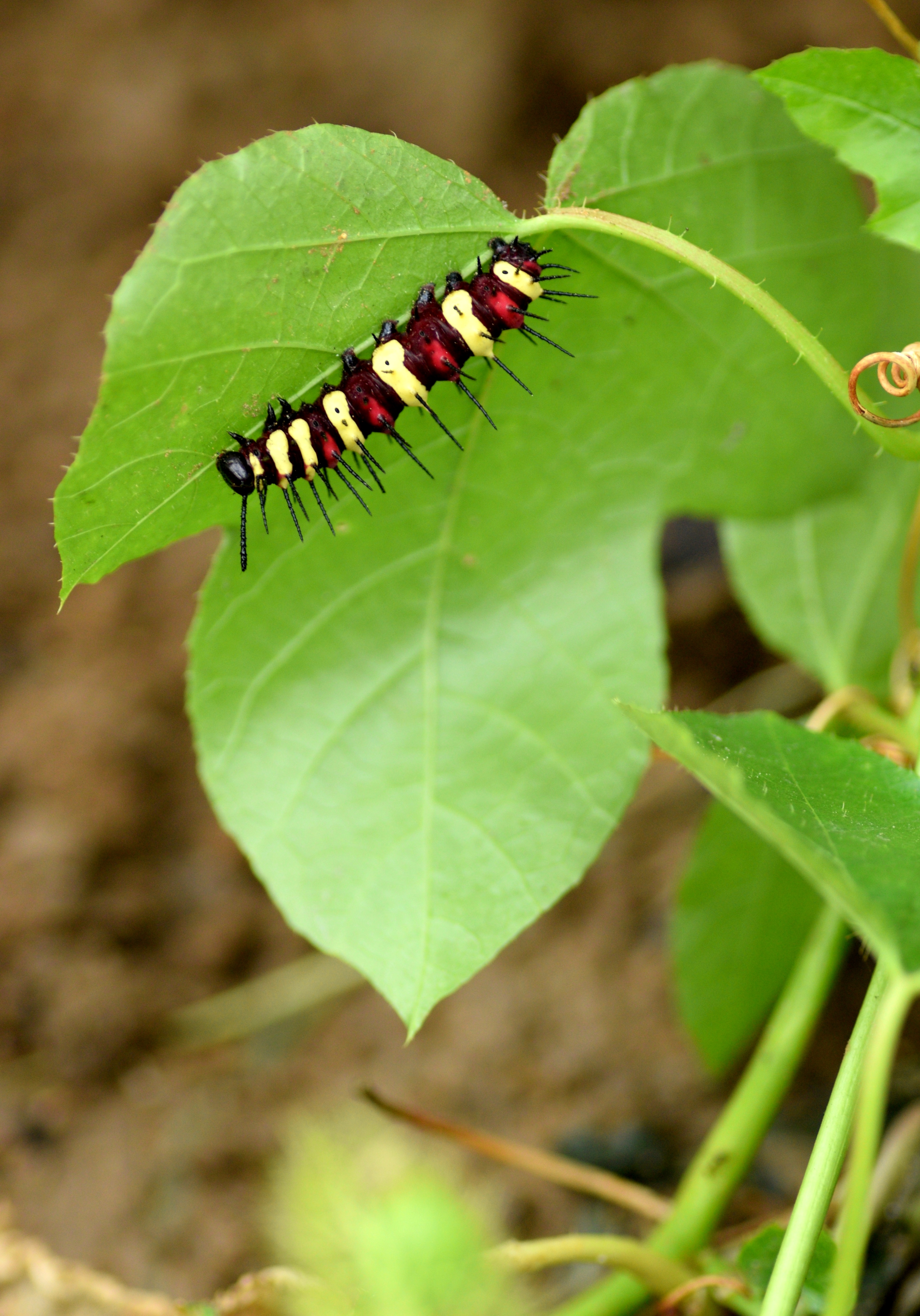